# Mars Audiac Quintet
Mars Audiac Quintet — третий студийный альбом британской инди-рок группы Stereolab, изданный в августе 1994 года на лейблах Duophonic Records и Elektra Records.
Ремастированное и расширенное издание Mars Audiac Quintet было выпущено Duophonic и Warp 3 мая 2019 года.

## История
Stereolab записали Mars Audiac Quartet в марте и апреле 1994 году. Для записи альбома к группе присоединилась клавишница Кэтрин Гиффорд. Во время записи гитарист Шон О’Хаган покинул группу, чтобы сосредоточиться на своей группе The High Llamas, но с тех пор продолжал выступать в качестве сессионного музыканта.
Mars Audiac Quartet был выпущен 2 августа 1994 года в США на Elektra Records и 8 августа 1994 года в Великобритании на Duophonic Records. Он занял 16 место в британском национальном хит-параде UK Albums Chart. Композиции «Ping Pong» и «Wow and Flutter» были выпущены в качестве синглов 18 июля 1994 года и 17 октября 1994 года, соответственно.

## Отзывы
| Оценки критиков               | Оценки критиков |
| Источник                      | Оценка          |
| ----------------------------- | --------------- |
| AllMusic                      | [ 2 ]           |
| Encyclopedia of Popular Music | [ 11 ]          |
| Entertainment Weekly          | C+              |
| Pitchfork                     | 9.1/10          |
| Q                             | [ 14 ]          |
| Record Collector              | [ 15 ]          |
| The Rolling Stone Album Guide | [ 16 ]          |
| Select                        | 4/5             |
| Spin Alternative Record Guide | 8/10            |
| Uncut                         | 8/10            |

Mars Audiac Quintet был встречен музыкальными критиками в целом благосклонно.
Хитер Фарес из AllMusic охарактеризовала Mars Audiac Quintet как более поп-ориентированный диск, чем предыдущие альбомы Stereolab, отметив, что он в значительной степени подчёркивает бренд группы — поп-музыку космической эры.
Ричард Фонтенуа в книге «The Rough Guide to Rock» отметил, что Mars Audiac Quintet вознёс Stereolab «на высшую ступень инди-попа». В 2003 году Pitchfork назвал Mars Audiac Quintet 78-м лучшим альбомом 1990-х.
Американская инди-рок группа Transona Five взяла своё название из названия третьего трека альбома.

## Список композиций
Слова и музыка всех песен — Тима Гейна и Летисии Садье, кроме указанных.
| №                   | Название                          | Автор(ы)            | Длительность |
| ------------------- | --------------------------------- | ------------------- | ------------ |
| 1.                  | «Three-Dee Melodie»               |                     | 5:02         |
| 2.                  | «Wow and Flutter»                 |                     | 3:08         |
| 3.                  | «Transona Five»                   |                     | 5:32         |
| 4.                  | «Des étoiles électroniques»       |                     | 3:20         |
| 5.                  | «Ping Pong»                       |                     | 3:02         |
| 6.                  | «Anamorphose»                     |                     | 7:33         |
| 7.                  | «Three Longers Later»             |                     | 3:28         |
| 8.                  | «Nihilist Assault Group»          |                     | 6:55         |
| 9.                  | «International Colouring Contest» |                     | 3:47         |
| 10.                 | «The Stars Our Destination»       |                     | 2:58         |
| 11.                 | «Transporté sans bouger»          |                     | 4:20         |
| 12.                 | «L'enfer des formes»              |                     | 3:53         |
| 13.                 | «Outer Accelerator»               |                     | 5:21         |
| 14.                 | «New Orthophony»                  |                     | 4:34         |
| 15.                 | «Fiery Yellow»                    | Gane Sean O'Hagan   | 4:04         |
| Общая длительность: | Общая длительность:               | Общая длительность: | 66:57        |

| №                   | Название            | Длительность |
| ------------------- | ------------------- | ------------ |
| 16.                 | «Moogie Wonderland» | 3:35         |
| Общая длительность: | Общая длительность: | 70:32        |

| №                   | Название            | Длительность |
| ------------------- | ------------------- | ------------ |
| 1.                  | «Klang Tone»        | 5:36         |
| 2.                  | «Ulan Bator»        | 3:14         |
| Общая длительность: | Общая длительность: | 8:50         |

| №                   | Название                                            | Длительность |
| ------------------- | --------------------------------------------------- | ------------ |
| 1.                  | «Ulan Bator»                                        | 2:20         |
| 2.                  | «Klang Tone»                                        | 5:38         |
| 3.                  | «Melochord Seventy-Five» (original Pulse version)   | 5:32         |
| 4.                  | «Outer Accelerator» (original mix)                  | 6:05         |
| 5.                  | «Nihilist Assault Group – Part 6»                   | 2:13         |
| 6.                  | «Wow and Flutter» (7"/EP version – alternative mix) | 3:06         |
| 7.                  | «Des étoiles électroniques» (demo)                  | 1:25         |
| 8.                  | «Ping Pong» (demo)                                  | 2:55         |
| 9.                  | «The Stars Our Destination» (demo)                  | 1:19         |
| 10.                 | «Three Longers Later» (demo)                        | 2:05         |
| 11.                 | «Transona Five» (demo)                              | 1:30         |
| 12.                 | «Transporté sans bouger» (demo)                     | 2:09         |
| Общая длительность: | Общая длительность:                                 | 36:17        |

## Чарты
| Чарт (1994)                                    | Высшая позиция |
| ---------------------------------------------- | -------------- |
| Европа European Top 100 Albums (Music & Media) | 76             |
| Шотландия (Scottish Albums Chart)              | 33             |
| Великобритания (UK Albums Chart)               | 16             |
| Великобритания UK Independent Albums (OCC)     | 2              |

| Чарт (2019)                     | Высшая позиция |
| ------------------------------- | -------------- |
| США Top Album Sales (Billboard) | 92             |